# جيف جراير
جيف جراير (بالإنجليزية: Jeff Grayer)‏ مواليد 17 ديسمبر 1965 في فلينت، هو لاعب كرة سلة أمريكي سابق بدأ مسيرته الاحترافية في سنة 1988 ويحمل الرقم 20, 44, 14. يبلغ طوله 6 قدم 5 بوصة (2.0 م). اعتزل اللعب في 1999.

## فرق لعب لها
- ميلووكي باكز
- غولدن ستايت ووريورز
- فيلادلفيا سفنتي سيكسرز
- سكرامنتو كينغز
- شارلوت هورنتس
- غولدن ستايت ووريورز

## روابط خارجية
- جيف جراير على موقع الاتحاد الدولي لكرة السلة (الإنجليزية)
- جيف جراير على موقع إن بي أي (الإنجليزية)
- جيف جراير على موقع سبورتس رفرنس (الإنجليزية)
- جيف جراير على موقع كلية كرة السلة في سبورتس رفرنس.كوم (الإنجليزية)
- جيف جراير على موقع ريلجم (الإنجليزية)
- جيف جراير على موقع بروبوليرز (الإنجليزية)
- جيف جراير على موقع سبورتس رفرنس (الإنجليزية)
- جيف جراير على موقع أوليمبيديا (الإنجليزية)